# Station Sosnowiec Kazimierz
Station Sosnowiec Kazimierz is een spoorwegstation in de Poolse plaats Sosnowiec.